# Ruta Nacional 195 (Argentina)

Mapa del recorrido de la vieja Ruta Nacional 195.

La Ruta Nacional 195 era el nombre que tenía antes de 1980 la carretera de 14,5 km en el norte del Gran Buenos Aires, República Argentina que une la Avenida General Paz y el Canal San Fernando, en el límite entre los partidos de San Fernando y Tigre.
Mediante el Decreto Nacional 1595 del año 1979 se prescribió que este camino pasara a jurisdicción provincial. La Provincia de Buenos Aires se hizo cargo del mismo en 1988, cambiando su denominación a Ruta Provincial 195. Actualmente es parte de la Ruta Provincial 27 (que se extiende desde la Avenida General Paz hasta Benavídez) y debido al crecimiento que tuvo el Gran Buenos Aires actualmente es una avenida urbana: la Avenida del Libertador.

## Localidades
Las localidades por las que pasa esta ruta de sudeste a noroeste son las siguientes:

### Provincia de Buenos Aires
Recorrido: 14,5 km (km 13-27,5)
- Partido de Vicente López: Vicente López, Olivos y La Lucila.
- Partido de San Isidro: Martínez, Acassuso, San Isidro y Béccar.
- Partido de San Fernando: Victoria, Virreyes y San Fernando.